# Élections générales saskatchewanaises de 1948
L'élection générale saskatchewanaise de 1948 se déroule le 24 juin 1948 afin d'élire les députés de l'Assemblée législative de la Saskatchewan. Il s'agit de la 11e élection générale en Saskatchewan depuis la création de cette province du Canada en 1905.

## Résultats
| Parti                                | Parti                             | Chef                | # de candidats | Sièges | Sièges | Sièges  | Voix    | Voix    | Voix    |
| Parti                                | Parti                             | Chef                | # de candidats | 1944   | Élus   | % Diff. | #       | %       | % Diff. |
| ------------------------------------ | --------------------------------- | ------------------- | -------------- | ------ | ------ | ------- | ------- | ------- | ------- |
|                                      | Commonwealth coopératif           |                     | 52             | 47     | 31     | -34,0 % | 236 900 | 47,56 % | -5,57 % |
|                                      | Libéral                           |                     | 41             | 5      | 19     | +280 %  | 152 400 | 30,60 % | -4,82 % |
|                                      | Indépendant                       | Indépendant         | 5              | -      | 1      |         | 11 088  | 2,23 %  | +2,05 % |
|                                      | Libéral conservateur              |                     | 1              | *      | 1      | *       | 5 251   | 1,05 %  | *       |
|                                      | Crédit social                     |                     | 36             | -      | -      | -       | 40 268  | 8,09 %  | +8,03 % |
|                                      | Progressiste-conservateur         |                     | 9              | -      | -      | -       | 37 986  | 7,63 %  | -3,06 % |
|                                      | Libéral/Progressiste-conservateur |                     | 3              | *      | -      | *       | 9 574   | 1,92 %  | *       |
|                                      | Libéral indépendant               | Libéral indépendant | 1              | -      | -      | -       | 3 299   | 0,66 %  | *       |
|                                      | Ouvrier progressiste              |                     | 1              | -      | -      | -       | 1 301   | 0,26 %  | -0,26 % |
| Total                                | Total                             | Total               | 149            | 52     | 52     | -       | 498 067 | 100 %   |         |
| Source : (en) Elections Saskatchewan |                                   |                     |                |        |        |         |         |         |         |

 Note :
* N'a pas présenté de candidats lors de l'élection précédente.